# Мухаметов, Руслан Радальевич
 Мухаметов Руслан Радальевич  (род. 1975 года) — ведущий солист балета Башкирского государственного театра оперы и балета. Народный артист РБ (2003).

## Биография
Родился в Уфе в 1975 году.
В 1993 году окончил Уфимское хореографическое училище (Башкирский хореографический колледж имени Р. Нуреева) (педагог Заслуженный артист РФ, Народный артист Башкортостана Ш. А. Терегулов).
С 1991 года работает в балетной труппе Башкирского государственного театра оперы и балета, с 1993 года является ведущим солистом балета. С 2007 года преподаёт классический танец в БХК имени Р.Нуреева, с 2010 года является педагогом-репетитором балетной труппы Башкирского государственного театра оперы и балета.

## Репертуар
Дебют состоялся в балете П. Гертеля «Тщетная предосторожность» в партии Колена. Роли:
- Арлекин (Н. Сабитов «Тайна золотого ключика»)
- Колен (П. Гертель «Тщетная предосторожность»)
- Гюрн (Х. Левенсхольд «Сильфида»)
- Альберт, Ганс (А. Адан «Жизель»)
- Люсьен (Л. Минкус «Пахита»)
- Базиль, Эспада, Болеро (Л. Минкус «Дон Кихот»)
- Солор, Раб, Индусский танец (Л. Минкус «Баядерка»)
- Юноша поэт («Шопениана»)
- Вакх (Ш. Гуно «Вальпургиева ночь»)
- Франц, Граф, Франт, Вакх (И. Штраус «Голубой Дунай»)
- Зигфрид, Ротбард, Па-де-труа (П. Чайковский «Лебединое озеро»)
- Дезире, Фея Карабос (П. Чайковский «Спящая красавица»)
- Щелкунчик-принц, Дроссельмейер, Испанская, Индийская куклы, Чёрт (П. Чайковский «Щелкунчик»)
- Гирей (Б. Асафьев «Бахчисарайский фонтан»)
- Тибальд, Меркуцио, Парис, Синьор Капулетти (С. Прокофьев «Ромео и Джульетта»)
- Мачеха, Русский танец (С. Прокофьев «Золушка»)
- Тореро, Хозе, Коррехидор (Ж. Бизе — Р. Щедрин «Кармен-сюита»)
- Арсланбай (Л. Степанов, З. Исмагилов «Журавлиная песнь»)
- Ходжа, Эмир (Л. Исмагилова «Ходжа Насретдин»)
- Сур (Л. Исмагилова «Аркаим»)

## Награды и звания
- Заслуженный артист Республики Башкортостан (1997)
- Народный артист Республики Башкортостан (2003)
- Лауреат премии Международной организации «ТЮРКСОЙ» (2001)